# Hjerndrup Sogn
Hjerndrup Sogn ist eine Kirchspielsgemeinde (dän.: Sogn)  in Nordschleswig im südlichen Dänemark. Bis 1970 gehörte sie zur Harde Sønder Tyrstrup Herred im damaligen Haderslev Amt, danach zur Christiansfeld Kommune im damaligen Sønderjyllands Amt, die im Zuge der Kommunalreform zum 1. Januar 2007 in der „neuen“  Haderslev Kommune in der Region Syddanmark aufgegangen ist.
Im Kirchspiel leben 226 Einwohner (Stand:1. Januar 2023).